# Ma Yuan (malarz)

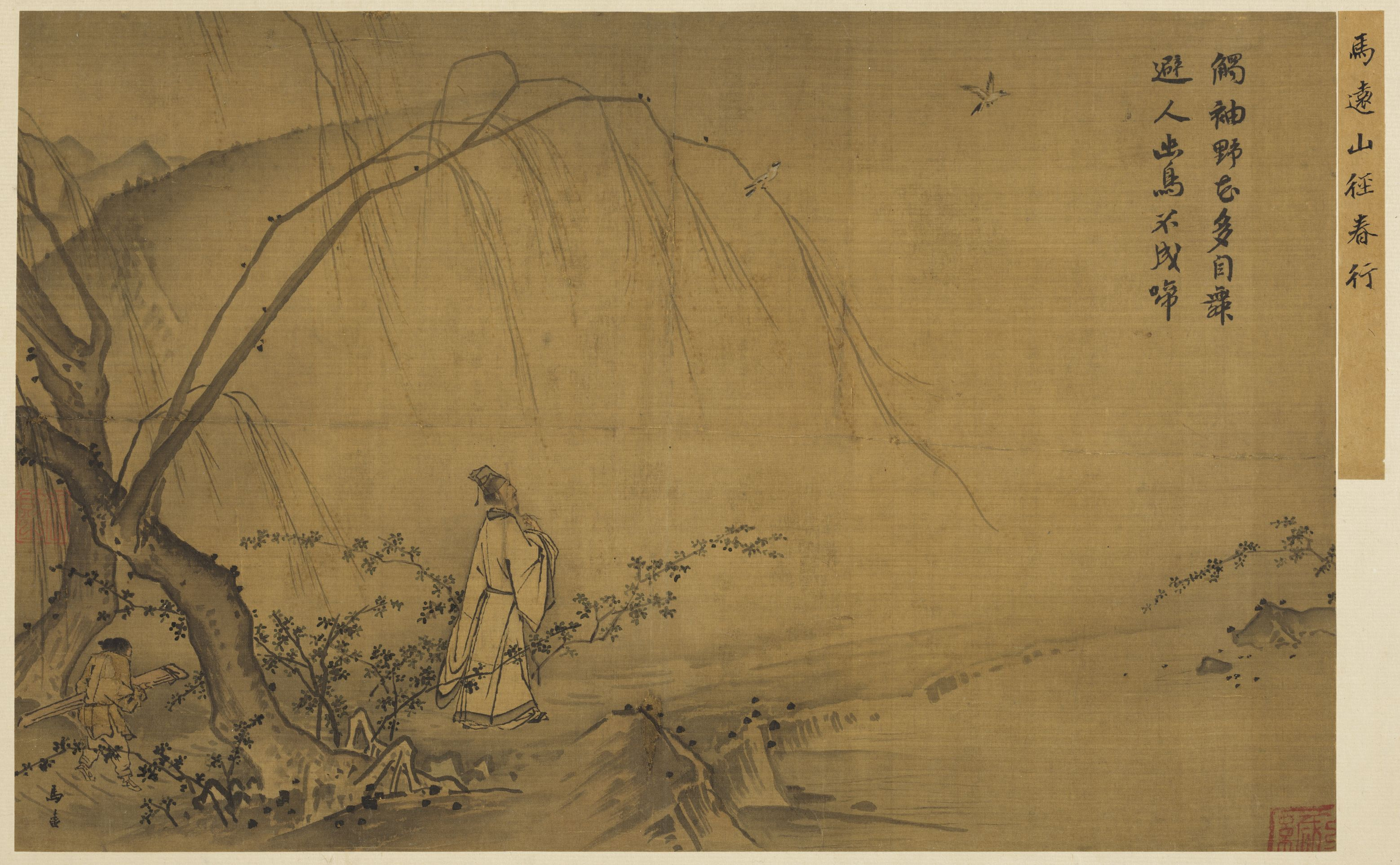
Przechadzka w górach, wiosną. Tusz i kolor na jedwabiu. Jeden z najbardziej znanych obrazów Ma Yuana, obecnie w zbiorach Narodowego Muzeum Pałacowego w Tajpej

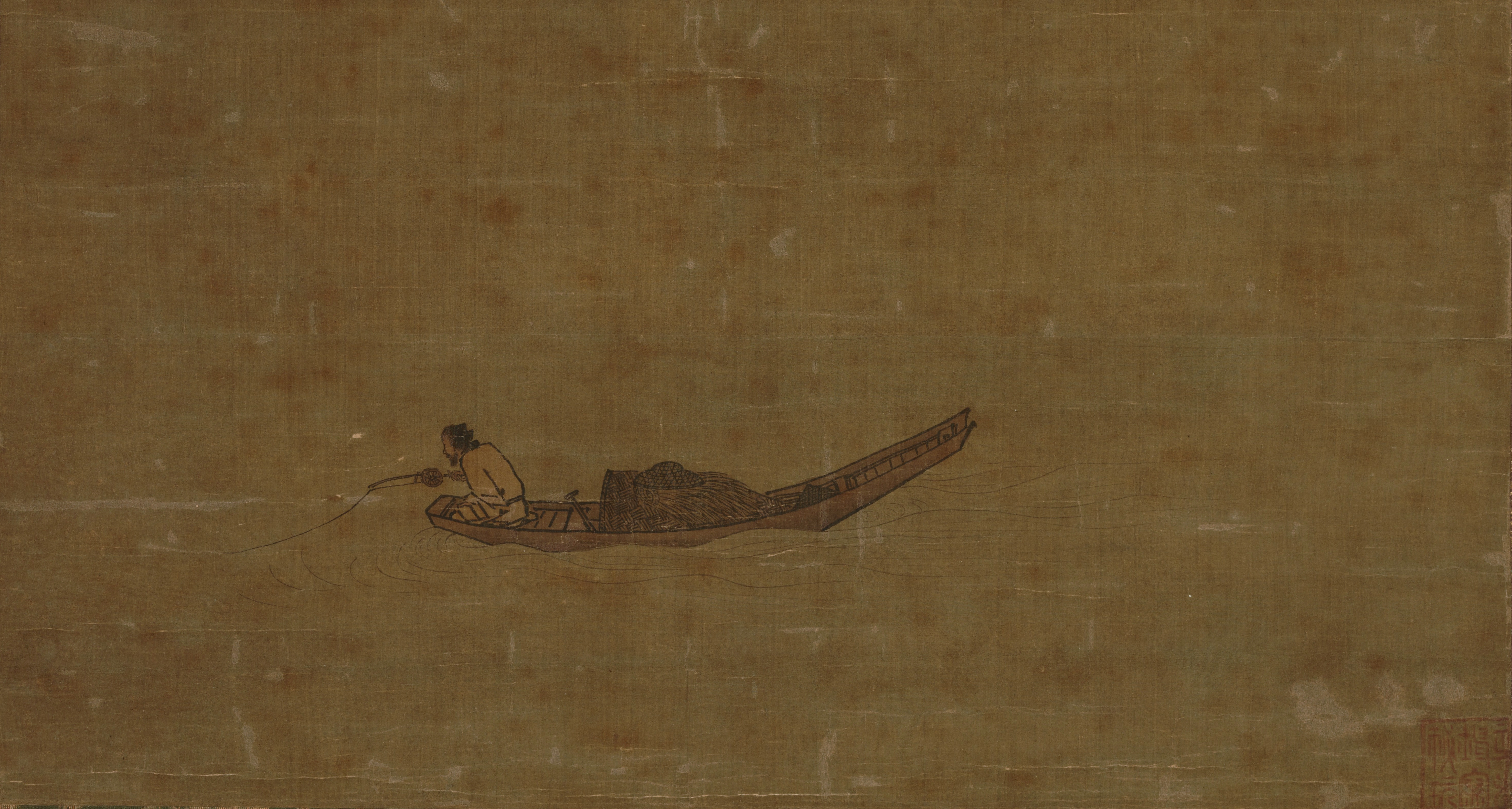
Samotny rybak. Obraz monochromatyczny na jedwabiu."Zwyczajnie narysowana postać rybaka w łodzi na zaznaczonej nielicznymi kreskami rozległej płaszczyźnie wody jest symbolem zrozumiałym także i dla współczesnych". Muzeum Narodowe w Tokio

Uczony ze służącym na tarasie. Tusz i kolor na jedwabiu. Uczony, nad którym z prawej strony obrazu rozciąga się charakterystycznie powykrzywiane drzewo, wpatruje się w gubiącą się w oddali przestrzeń jeziora. Cleveland Museum of Art

Ma Yuan (chiń. upr. 马远; chiń. trad. 馬遠; pinyin Mǎ Yuǎn; Wade-Giles Ma Yüan, ur. ok. 1160/1165 w Qiantang, dzis. Hangzhou, zm. 1225) – chiński malarz z epoki Południowej dynastii Song.
Ma Yuan należał do rodziny, która wydała kilka pokoleń malarzy, poczynając od jego pradziadka, a kończąc na jego synu. Wszyscy oni byli związani z cesarskim dworem. Nasza znajomość biografii Ma Yuana ogranicza się do wiedzy o jego korzeniach rodzinnych oraz kolejnych wyróżnieniach, jakie otrzymywał od następujących po sobie cesarzy, aż do najwyższego, Złotego Pasa, przyznanego mu przez cesarza Ningzonga. W zakresie kompozycji Ma Yuan reprezentował tendencję asymetryczną, w której obraz ciąży ku jednemu z naroży. Posługiwał się liniami ostro zagiętymi, a nie płynnymi, co dodawało jego dziełom dramatyzmu. Jego obrazy cechuje ponadto typowa dla epoki eliminacja wszystkiego, co zbędne, a więc do ujmowania skrótowego, oszczędnego w środkach wyrazu, lecz bardzo wysublimowanego. Umiejętnie także operował pustymi przestrzeniami, nie zamalowanymi częściami obrazu, oddającymi wielką przestrzeń, rozległą pustkę.
Przykładem tej ostatniej techniki jest obraz Samotny Rybak, gdzie zaledwie kilka linii wokół nieco asymetrycznie umieszczonej łodzi z rybakiem z wędką zaznacza fale, reszta zaś to nie zamalowany jedwab. Mimo to nie można mieć wątpliwości, że rybak znajduje się na bezmiernej płaszczyźnie wodnej. Mimo okazjonalnie malowanych kwiatów Ma Yuan był przede wszystkim pejzażystą. Wiele z jego pejzaży przedstawia uczonego spoglądającego na widok rozciągający się po drugiej stronie asymetrycznie zbudowanego obrazu. Często w jego obrazach mamy do czynienia z porą nocną, a ich nastrój jest z lekka romantyczny, melancholijny, poetycki, co oprócz nocy podkreślają takie atrybuty jak mgła, księżyc albo zbiornik wodny. Ma Yuan doczekał się niezliczonej liczby naśladowców zarówno jeśli chodzi o styl, jak i tematykę, co zaowocowało także ogromną liczbą fałszerstw, powodujących że autentyczność przypisywanych mu obrazów jest często trudna do ustalenia.